# Malayepipona
Malayepipona (лат.) — род одиночных ос (Eumeninae).

## Распространение
Ориентальная область.

## Описание
Мелкие осы (длина около 1 см). Основная окраска чёрная с желтовато-оранжевыми отметинами. Первый тергит метасомы при виде сверху усеченный спереди, передняя вертикальная грань слабо выпуклая, со слабо расходящимися назад боковыми краями (почти прямыми), примерно на две трети шире второго тергита и примерно вдвое длиннее; Нижнечелюстные щупики 6-члениковые, а нижнегубные состоят из 4 сегментов (формула 6,4); голова при виде спереди равна ширине и длине; виски хорошо развиты; длина мезосомы немного больше ширины; пронотальный киль тонкий и ровный, слегка отогнут на плечах; эпикнемиальный киль отсутствует; претегулярный киль хорошо развит; тегулы более чем в два раза длиннее ширины, с узкой, но хорошо развитой задней лопастью, имеющей форму длинного треугольника; паратегула маленькая, короткая, не достигает вершины тегулы; заднеспинка умеренно выпуклая, косая; проподеум с боков закругленный, экаринатный, боковые поверхности плоские; второй метасомальный стернит выпуклый.
Гнёзда в различных полостях. Взрослые самки охотятся на личинок насекомых для откладывания в них яиц и в которых в будущем появится личинка осы.

## Классификация
Более 10 видов. Таксон Malayepipona был впервые выделен итальянским энтомологом Антонио Джордани Сойкой (1913—1997) (Antonio Giordani Soika, 1993) с типовым видом Malayepipona pagdeni Giordani Soika, 1993. Валидный статус подтверждён в ходе ревизии, проведённой в 2021 году китайскими энтомологами Yue Bai, Bin Chen, Ting-Jing Li (Chongqing Normal University, Чунцин, Китай).
- Malayepipona assamensis Giordani Soika, 1995[4]
- Malayepipona assamensis assamensis Giordani Soika, 1995
- Malayepipona assamensis manipurensis Giordani Soika, 1995
- Malayepipona bidoup Nguyen, 2020[5]
- Malayepipona brunnea Bai, Chen & Li, 2021[1]
- Malayepipona clypeata Nguyen & Carpenter, 2013[6]
- Malayepipona fincta Nguyen, 2020[5]
- Malayepipona flaviclypeata Bai, Chen & Li, 2021[1]
- Malayepipona furva Nguyen & Carpenter, 2013[6]
- Malayepipona lamellata Bai, Chen & Li, 2021[1]
- Malayepipona maculosa Bai, Chen & Li, 2021[1]
- Malayepipona malickyi (Gusenleitner, 2010)[7]
- Malayepipona nigricans Bai, Chen & Li, 2021[1]
- Malayepipona pagdeni Giordani Soika, 1993
- Malayepipona seomyty Nguyen & Carpenter, 2013
- Malayepipona sparsipuncta Bai, Chen & Li, 2021[1]
- Malayepipona visenda Gusenleitner, 2012[8]
- Malayepipona triangula Bai, Chen & Li, 2021[1]